# Enzo Escobar
Enzo Sergio Escobar Olivares (Limache, 1951. november 10. – ) chilei válogatott labdarúgó.

## Pályafutása

### Klubcsapatban
1971 és 1975 között az Everton játékosa volt. 1976 és 1980 között a Unión Española csapatában játszott. 1980 és 1988 között a Cobreloát erősítette. Ötszörös chilei bajnok (1975, 1977, 1980, 1982, 1985).

### A válogatottban
1977 és 1982 között 15 alkalommal szerepelt a chilei válogatottban. Részt vett az 1979-es Copa Américán és az 1982-es világbajnokságon, de nem lépett pályára egyetlen mérkőzésen sem.

## Sikerei
Unión Española
- Chilei bajnok (2): 1975, 1977

Cobreloa
- Chilei bajnok (3): 1980, 1982, 1985